# Wappen Französisch-Guayanas

Wappen Französisch-Guyanas

Das Wappen Französisch-Guayanas, einer Region Frankreichs, besteht aus einem dreifeldrigen Schild.

## Wappen
Beschreibung: Das Wappen ist zweimal geteilt und oben in Blau drei goldene Lilien, darüber die goldene Jahreszahl 1643. Mittig in Rot ein Boot mit zwei Riemen und einen geladenen Goldhaufen, und unten in Grün drei natürliche silberne Seerosen.
Symbolik: Die  Fleurs-de-Lys sind die speziellen heraldischen Lilien mit Bezug auf Frankreich. Die Jahreszahl steht für die Verwaltungsübernahme Französisch-Guayanas als Teil Frankreichs. Der Goldtransport soll den Reichtum der Region symbolisieren.

Großes Wappen Französisch-Guayanas

In der „großen Version“ (Vollwappen) des Wappens befindet sich über dem Schild noch eine goldene Mauerkrone und darüber ein Spruchband, auf welchem das Motto Französisch-Guayanas, Fert Aurum Industria (lat., „Fleiß schafft Reichtum“) steht. Links und rechts wird der Schild von jeweils einem großen Ameisenbären eingefasst.

## Logo

Logo Französisch-Guayanas

Das Logo Französisch-Guayanas zeigt einen gelben fünfzackigen Stern vor blauem Hintergrund über einer grünen Fläche, auf der eine orangefarbene Figur in einem gelben Boot, welches sich auf rotem Wasser befindet, zu sehen ist.

Darüber steht GUYANE, französisch für Guayana. Unterhalb des Bildes steht LA RÉGION (fra., Die Region).